# Andrius Narbekovas
Andrius Narbekovas (* 11. November 1959 in Gargždai) ist ein litauischer Theologe und Chirurg, Professor der Mykolo Romerio universitetas. Er ist Bruder von Arminas Narbekovas.

## Leben
Nach dem Abitur absolvierte Narbekovas 1984 das Studium der Medizin am Kauno medicinos institutas und wurde 1993 am Priesterseminar Kaunas geweiht. 1998 absolvierte das Studium in Washington.
Von 1984 bis 1985 war er Chirurg im Krankenhaus Klaipėda und von 1985 bis 1988 in Pasvalys. Von 1993 bis 1995 lehrte er am Priesterseminar Vilnius, war Vizerektor und Studienpräfekt. Ab 1998 lehrte er an der Vytauto Didžiojo universitetas, seit 2001 an der Lietuvos teisės universitetas (ab 2004: Mykolo Romerio universitetas). Seit 2005 ist er Professor.

## Bibliografie
- Bioetika. 2004
- Meilė ir pasirengimas šeimai: vaisingumo pažinimas, su kitais. 2004
- Nėštumo nutraukimo etika, su kitais. 2005
- Medicinos etika, su A. Širinskiene. 2007
- Lytiškumo ugdymo etika, vadovėlis aukštųjų mokyklų studentams. 2008